# Boyd Alexander
Boyd Alexander (Cranbrook, 16 de enero de 1873- Nyeri, 2 de abril de 1910) fue un oficial del Ejército Británico, explorador y ornitólogo inglés.

## Biografía

### Primeros años de vida
Boyd era el hijo mayor (con un hermano gemelo) del teniente coronel Boyd Francis Alexander. Recibió formación militar y en enero de 1902 fue ascendido a teniente.
Durante 1902 visitó la colonia de la Costa de Oro, donde realizó un estudio ornitológico de esa colonia, y en septiembre de ese año partió hacia las islas Bonin para investigar su avifauna. 

### Expedición del Níger al Nilo
Alexander fue miembro de una expedición que viajó a través de África, desde el río Níger hasta el Nilo, explorando el área del Lago Chad. Estuvo acompañado por su hermano Claud Alexander, el capitán G. B. Gosling y el coleccionista portugués José Lopes. En febrero de 1904, partieron de la desembocadura del Níger, remontando el río hasta Lokoja. Claud falleció en octubre de fiebre tifoidea tras realizar un reconocimiento de la cordillera Murchison. 
Boyd y Gosling exploraron la zona del lago Chad. Gosling falleció en junio de 1906 en Niangara, también de fiebre tifoidea. Boyd siguió entonces el río Kibali, llegando al Nilo a finales de año y regresando a Inglaterra en febrero de 1907. 
El relato de Alexander, From the Niger to the Nile [Del Níger al Nilo], se publicó ese mismo año. En 1908, recibió la Medalla del Fundador de la Real Sociedad Geográfica por su viaje de tres años a través de África desde el Níger hasta el Nilo.

### Muerte
Alexander y Lopes nuevamente zarparon hacia África en 1909. Visitaron la tumba de Claud en Maifoni, en el emirato de Borno, y luego continuaron hasta Wadai. Alexander murió en una disputa con tribus locales cerca de Nyeri, a 110 km al norte de Abéché, la capital de Wadai. Su cuerpo fue recuperado por soldados franceses y enterrado junto a su hermano en Maifoni. 

Poco antes de partir en la expedición, Alexander se había comprometido con Olive MacLeod; ella viajó para visitar su remota tumba.

## Abreviatura (zoología)
La abreviatura Alexander  se emplea para indicar a Boyd Alexander como autoridad en la descripción y taxonomía en zoología.